# Museo civico di scienze naturali e archeologia della Valdinievole
Il Museo civico di scienze naturali e archeologia della Valdinievole si trovava a Pescia (piazza Leonardo da Vinci, 1) in provincia di Pistoia.

## Storia
È stato inaugurato nel 1976 nelle sale di palazzo Obizzi. Nel 1989 era stato trasferito nella più ampia sede di piazza Leonardo da Vinci, un edificio realizzato nel 1963 dall'architetto Giuseppe Giorgio Gori, originariamente sede della Pretura. Attualmente il museo è chiuso.

## Sale espositive
L'ultimo allestimento permetteva di evidenziare in modo semplice ed immediato la stratigrafia del territorio sul quale gravita la città di Pescia, facendone risaltare le tracce che vanno dalla preistoria fino all'Ottocento. Il materiale era stato ordinato in sezioni (zoologica, preistorica, paleontologica e mineralogica) in modo da organizzare un percorso didattico che permettesse di contestualizzare gli oggetti con il territorio della Valdinievole.